# アメイジング・ワールド/勇士の帰還
『アメイジング・ワールド/勇士の帰還』 (The Colour of Magic) は、イギリスのテレビ映画。
アメイジング・ワールドの後編である。

## キャスト
| 役名           | 俳優                         | 日本語吹替 |
| -------------- | ---------------------------- | ---------- |
| リンスウィンド | デヴィッド・ジェイソン       | 多田野曜平 |
| トゥーフラワー | ショーン・アスティン         | 遠藤純一   |
| 死神           | （声：クリストファー・リー） | 斎藤志郎   |
| トライモン     | ティム・カリー               | 佐々木省三 |
| ベーサン       | ローラ・ハドック             | たなか久美 |
| コーエン       | デイビッド・ブラッドリー     | 小島敏彦   |
| 元老           | ジェレミー・アイアンズ       | 向井修     |

- その他の声の吹き替え：町田政則／外谷勝由／篠原千佳／井田国男／黒澤剛史／山口りゅう／桜井ひとみ／後藤淳一／上城龍也